# پورتو کایسدو (پوتومایو)
پورتو کایسدو (پوتومایو) (به اسپانیایی: Puerto Caicedo) یک سکونتگاه مسکونی در کلمبیا است که در بخش پوتومایو واقع شده‌است.